# Svet daljokoj zvezdy
Svet daljokoj zvezdy (russisk: Свет далёкой звезды) er en sovjetisk spillefilm fra 1964 af Ivan Pyrjev.

## Medvirkende
- Lionella Pyrjeva som Olga Mironova
- Nikolaj Aleksejev som Vladimir Zavjalov
- Aleksej Batalov som Lukasjov
- Vladimir Korenev som Viktor
- Vera Majorova som Liza